# ماركوس أوليفيرا (فنان قتال مختلط)
ماركوس أوليفيرا (بالبرتغالية: Marcos Oliveira‏) هو فنان قتال مختلط برازيلي، ولد في 21 يونيو 1978 في ريو دي جانيرو في البرازيل.

## وصلات خارجية
- ماركوس أوليفيرا على موقع شيردوغ (الإنجليزية)